# Відділ нерозкритих справ
«Відділ нерозкритих справ» — шотландський кримінальний серіал, створений Скоттом Френком та Чандні Лахані за мотивами серії книг данського письменника Юссі Адлера-Олсена. Прем'єра серіалу відбулася 29 травня 2025 року на Netflix.

## Сюжет
Детектива Карла Морка призначають головою новоствореного відділу нерозкритих справ у департаменті поліції Единбурга. Він береться за розслідування справи прокурорки Меррітт Лінгард, яка зникла безвісти більш як чотири роки тому.
Разом із ним над справою працює Акрам Салім, який служив поліцейським у Сирії, але мусив емігрувати до Великої Британії; Роуз, молода курсантка, яка хоче справити враження на Карла Морка; а також Джеймс Гарді, напарник Карла, паралізований внаслідок вогнепального поранення.

## У ролях

### Головні персонажі
| Актор            | Роль                                         |
| ---------------- | -------------------------------------------- |
| Метью Гуд        | Карл Морк детектив                           |
| Хлоя Піррі       | Меррітт Лінгард прокурор                     |
| Джеймі Сівес     | Джеймс Гарді напарник Карла                  |
| Марк Боннар      | Стівен Бернз лорд-адвокат                    |
| Олексій Манвелов | Акрам Салім колишній сирійський поліцейський |
| Лія Бірн         | Роуз курсантка                               |
| Кейт Дікі        | Мойра Джейкобсон начальниця Карла Морка      |
| Ширлі Гендерсон  | Клер Марш економка                           |
| Келлі Макдональд | доктор Рейчел Ірвінг психотерапевт           |
| Елісон Піблс     | Айлса Дженнінгс мати Лайла та Гаррі          |

### Другорядні персонажі
| Актор             | Роль                                                       |
| ----------------- | ---------------------------------------------------------- |
| Анґус Єллоуліс    | Андерсон патрульний поліцейський                           |
| Патрік Кеннеді    | Ліам Тейлор прокурор                                       |
| Дуглас Рассел     | Грем Фінч бізнесмен, якого звинувачують у вбивстві дружини |
| Стівен Міллер     | Лайл Дженнінгс                                             |
| Каль Сабір        | Логан Брюс головний інспектор-детектив                     |
| Арон Дохард       | Кларк детектив-констебль                                   |
| Катріона Стірлінг | Уілсон детектив-констебль                                  |
| Том Булпетт       | Вільям Лінгард брат Меррітт                                |
| Аарон Маквей      | Джаспер Стюарт пасинок Карла Морка                         |
| Санджив Колі      | Мартін Флемінг сусід по квартирі Карла Морка               |
| Гордон Браун      | Фергус Данбар детектив що розслідував справу Меррітт       |
| Мішель Данкан     | доктор Фіона Воллес директорка психіатричної лікарні       |
| Еллен Баннерман   | Кірсті Аткінс свідок у справі Фінча                        |
| Джеймс Макнотон   | Денніс Пайпер репортер                                     |
| Гіллі Гілкріст    | Джон Каннінгем констебль                                   |
| Клайв Расселл     | Джеймі Лінгард батько Меррітт і Вільяма                    |
| Фрейзер Сондерс   | Гаррі Дженнінгс                                            |

## Виробництво
27 квітня 2023 року Скотту Френку доручили розробити англомовну восьмисерійну адаптацію першої книги із серії «Відділ Q» Юссі Адлера-Олсена. Френк написав сценарій разом із Чандні Лахані, а компанія «Left Bank Pictures» спродюсувала серіал для Netflix. 6 лютого 2024 року стало відомо, що Стівен Грінхорн та Колетт Кейн пишуть сценарій разом із Френком та Лахані та що Френк зрежисує перші 2 епізоди.

### Кастинг
6 лютого 2024 року на головні ролі в серіалі були затверджені Меттью Гуд, Хлоя Піррі, Олексій Манвелов, Лія Бірн та Келлі Макдональд.

### Зйомки
27 квітня 2023 року оголошено, що події серіалу відбуватимуться в Единбурзі в Шотландії, тоді як у першоджерелі це був Копенгаген. Зйомки проходили в Единбурзі з лютого по червень 2024 року.

## Прем'єра
Прем'єра серіалу «Відділ нерозкритих справ» відбулася 29 травня 2025 року на Netflix.

## Відгуки
Агрегатор рецензій Rotten Tomatoes повідомив про рейтинг схвалення 84 % на основі 43 рецензій критиків.
Metacritic надає середню зважену оцінку 69 зі 100 на основі рецензій 22 критиків, що вказує на «загалом схвальні відгуки».